# Sdílené poznání
Sdílené poznání (v angličtině shared understanding) je jedna ze čtyř hodnot uvedených v Rámcovém vzdělávacím programu pro základní vzdělávání (RVP ZV) a jedním ze základních rysů konceptu Společenství poznávajících. Principem této hodnoty je právo každého žáka se kvalitně vzdělávat v prospěch svůj i celé společnosti. V základním stupni vzdělání jde především o právo k přístupu ke společným znalostem předchozích generací. Utváření této hodnoty ale předpokládá žákův zájem o vzdělání spojený se snahou a úsilím. Součástí této hodnoty je též radost z vlastního i společného poznávání a zároveň z vytváření společných hodnot.
Termín se však již vyskytuje i ve Školních vzdělávacích programech (ŠVP). Termín se ale zároveň stal centrem kritiky (především z konzervativních kruhů) s tím, že se jedná o příliš obecný termín, který lze ideologicky zneužít.